# Olibrus congener
Olibrus congener is een keversoort uit de familie glanzende bloemkevers (Phalacridae). De wetenschappelijke naam van de soort werd in 1864 gepubliceerd door Thomas Vernon Wollaston.